# Madame Yevonde

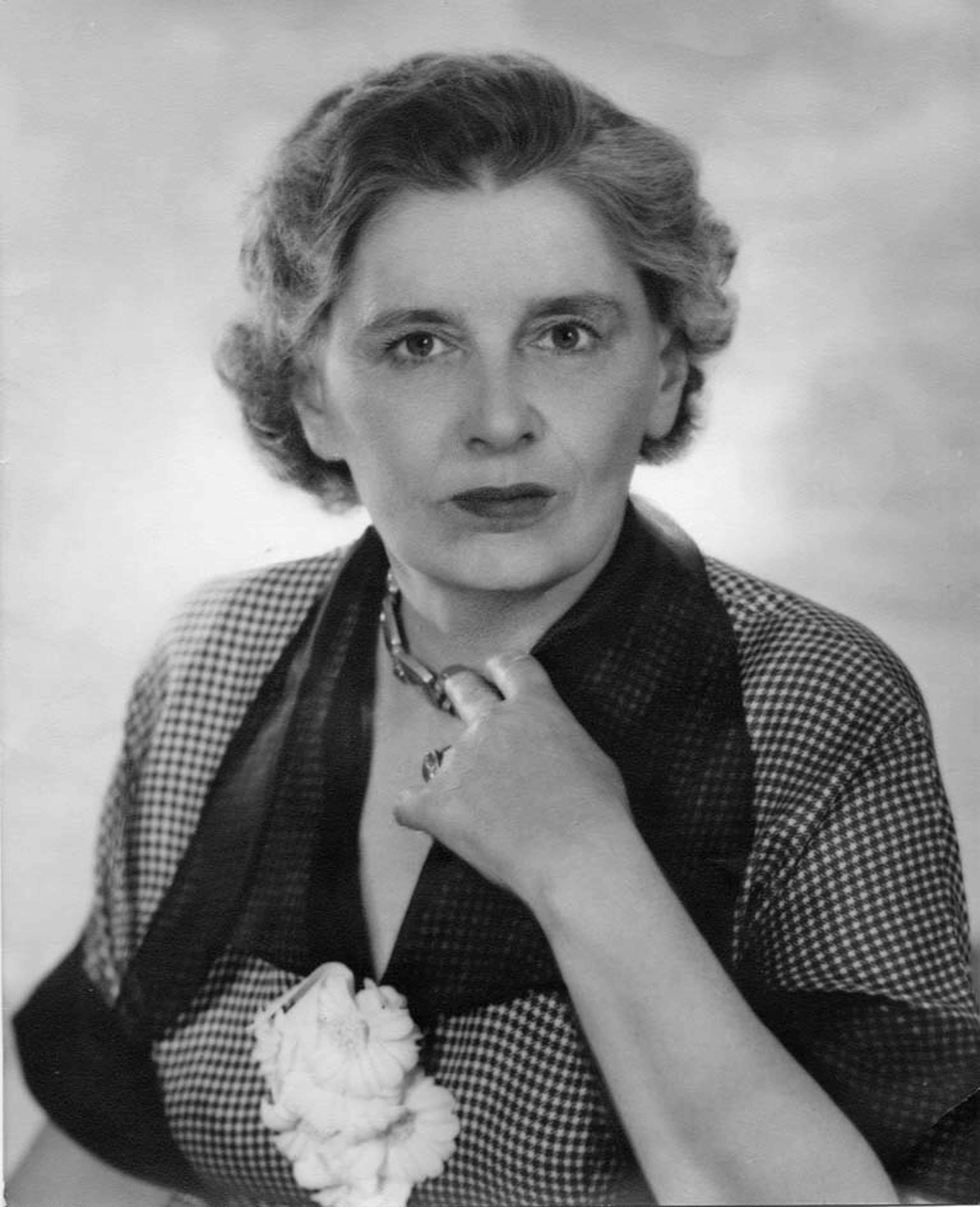
Madame Yevonde

Madame Yevonde, eigentlich Yevonde Philone Cumbers (* 5. Januar 1893 in London; † 22. Dezember 1975 ebenda) war eine britische Fotografin, die im Gebrauch von Farbfilm im Bereich der Porträtfotografie Pionierarbeit leistete. Ihr Künstlername war Madame Yevonde.

## Leben
Yevonde war die ältere von zwei Töchtern von Frederic Cumbers, eines wohlhabenden Direktors der Johnstone & Cumbers Ltd. Printing Ink Manufactures und dessen Ehefrau Ethel (geb. Westerton). Ihre jüngere Schwester war Verena Beryl Cumbers (1894–1950).
Nach einer Ausbildung an der fortschrittlichen Lingholt Boarding School in Hindhead, sowie in Paris, Belgien und Frankreich, fand Yevonde Cumbers im wenig Sinn darin entsprechend ihrer Herkunft Partys, Kostümbälle und Theater zu besuchen, um eine gute Partie zu machen. Stattdessen schloss sie sich 1910 der britischen Suffragettenbewegung an. Ihr Vorbild war die Schriftstellerin und frühe Frauenrechtlerin des 18. Jahrhunderts, Mary Wollstonecraft. Hin- und hergerissen zwischen dem radikalen und dem gemäßigten Flügel der Frauenstimmrechtsbewegung, gelangte sie zur Erkenntnis, dass sie nicht die Kraft besaß, die militanten Aktionen der von ihr bewunderten Emmiline Pankhurst in ihrer Konsequenz – Gefängnis, Hungerstreik, Zwangsernährung – durchzustehen. So bemühte sie sich ihren ganz eigenen Weg zur Unabhängigkeit zu finden. Der bot sich in dieser Zeit in einem neuen Beruf, der auch Frauen offen stand, dem der Fotografin.
Neben ihrem politischen Engagement begann sie nun im Londoner Standteil Mayfair eine dreijährige Ausbildung bei der bekanntesten Porträt- und Society-Fotografin ihrer Zeit, Madame Lallie Charles (1869–1919). In ihrem Studio lernte sie nicht nur das Handwerk, sondern auch den Umgang mit den Ansprüchen der gehobenen Gesellschaft. Inzwischen entwickelte Cumbers aber auch ein Gespür dafür, dass die Zeiten vorbei waren, in denen man Frauen als gefällige Schönheiten inszenierte und sie suchte nach neuen, zeitgemäßen Ausdrucksmöglichkeiten. Mit dem Geld ihres Vaters eröffnete sie 1914, im Alter von 21 Jahren, im Stadtteil City of Westminsterdann ihr eigenes Studio, das unter „Madame Yevonde - Portrait Photographer“ firmierte. Wegen des Ausbruchs des Ersten Weltkrieges kam es zu einer Unterbrechung ihrer Tätigkeit, erst 1917 setzte sie ihre Arbeit im eigenen Studio fort. Binnen kurzer Zeit konnte Madame Yevonde auf einen erlesenen Kundenkreis aus Literaten, Theaterleuten und Aristokratie bauen. Bis 1921 hatte sich Madame Yevonde zu einer bekannten Porträtistin entwickelt. Sie konnte nun in größere Räumlichkeiten auf der Victoria Street umziehen. Die Anerkennung ihrer Arbeiten brachte ihr auch zahlreiche Aufträge für Werbe-Aufnahmen u. a. Christie’s und Daimler-Benz, sowie für Magazine wie den Tatler oder Fortune ein. Im selben Jahr wurde sie Mitglied in der Professional Photographers’ Association, London.

## Farbfotografie
In den 1920er Jahren, mit dem Kino und den Stars in Hochglanzmagazinen, änderte sich auch der Zeitgeist. Bubiköpfe, kurze Röcke, eine liberalere Sexualmoral kamen auf. Die Klientel wünschte nun glamourösere Porträts. Dem versuchte Madame Yevonde Rechnung zu tragen. Mehrere Fotografen experimentierten bereits mit der Farbfotografie, so auch Madame Yevonde, obwohl sie in England, anders als in den USA, zunächst wenig Akzeptanz fand.
Um das Jahr 1932 erkannte sie sofort die bahnbrechenden Möglichkeiten, die ein neues Verfahren für Farbentwicklung bot: der Vivex-Prozess. Dadurch gehörte sie zu den ersten Fotografen überhaupt, die Porträts in Farbe ohne Colorierung herstellen konnten. Im selben Jahr zeigte Madame Yevonde etwa 70 ihrer Farbaufnahmen in der Albany Gallery in London, für die sie glänzende Kritiken erhielt. Dies war die erste Ausstellung von Farbfotografien in Großbritannien überhaupt.
Für Yevonde gehörten das fotografische Handwerk, als auch die Kunst untrennbar zusammen. Für ein Shooting scheute sie deshalb keine Mühen, das passende Requisit, das passende Material aufzutreiben, um das Bild ganz nach ihren Vorstellungen zu gestalten. Sie war fasziniert von der Künstlichkeit, durch die es gelang, Fakten und Fiktion zu vermischen.

## Themen
Berühmt wurde ihre Serie „Göttinnen“, die von einem Wohltätigkeitesfest im Jahr 1935, zu dem Gäste als griechische Götter und Göttinnen verkleidet kamen, inspiriert wurde. Yevonde motivierte daraufhin 23 Damen der Gesellschaft sich von ihr aufwändig mit entsprechendem Zubehör in Göttinnen verwandelt, ablichten zu lassen. Diese Arbeiten stellte sie im gleichen Jahr im eigenen Studio aus. Die Times schrieb dazu „Abgesehen vom Einfallsreichtum bei der Komposition gehören diese Fotos zu den besten direkten Farbabzügen, die wir gesehen haben“. Brett Rogers sieht in dem Zyklus Bezüge zum zeitgenössischen Surrealismus. 1936 wurde die Fotografin von einem Magazin beauftragt, die letzten Vorbereitungen für den Stapellauf der Queen Mary festzuhalten. Die Bilder wurden ein großer Erfolg und in einer ausführlichen Fotostrecke im People Magazine abgedruckt. Im selben Jahr wurde sie außerdem beauftragt, die Festlichkeiten rund um die Krönung von Georg VI. zu fotografieren.
Zeitlebens blieb für Madame Yevonde die Rolle der Frau in der Gesellschaft von großer Bedeutung. Sie motivierte andere Frauen den Fotografenberuf zu ergreifen und stellte selbst gerne Frauen ein. Thematisch beschäftigte sie sich sowohl mit weiblichen Archetypen, als auch mit dem weiblichen Körper. Eine Besonderheit für die Zeit sind ihre frühen Selbstporträts, in denen sie sich regelrecht inszenierte: mal mit einem Dreispitz auf dem Kopf, mal im Harlekinkostüm, mal mit entsprechendem Zubehör in ihrem Beruf als Fotografin. Auf selbigem Porträt weist sie offenbar symbolisch auf ihre verzweifelte Situation als Künstlerin hin, als sie, kriegsbedingt 1940, ihr Farblabor aufgeben musste. - Danach porträtierte sie nur noch schwarzweiß, allerdings experimentierte sie auch hier wieder viel.
Zu den von ihr fotografierten Persönlichkeiten ihrer Zeit gehörten Adele Astaire, Cecil Beaton, Donald Campbell, Barbara Cartland, Harriet Cohen, Noël Coward, John Gielgud, Constant Lambert, Gertrude Lawrence, Vivien Leigh, William Somerset Maugham, Yehudi Menuhin, A. A. Milne, Diana Mitford, Alice, Duchess of Gloucester, Louis und Patricia Mountbatten, Iris Murdoch, Paul Robeson, Haile Selassie, George Bernard Shaw, Alison Uttley, Evelyn Waugh, Rebecca West.
Madame Yevonde war seit 1920 mit dem Journalisten und Drehbuchautor Edgar C. Middleton (1894–1939) verheiratet.

## Nachlass
Madame Yevondes Nachlass befindet sich in der National Portrait Gallery, London.

## Ausstellungen
- 1937: Photography 1839–1937, Museum of Modern Art, New York
- 1961: Dove or Predator? im eigenen Studio, Knightsbridge
- 1968: Some Distinguished Woman
- 1990: Madame Yevonde – Colour, Fantasy and Myth, Royal Photographic Society/National Portrait Gallery, London
- 1999: Madame Yevonde – Be Original or Die, Villa Stuck, München
- 2002: Madame Yevonde – Be Original or Die, Kunstmuseum Wolfsburg
- 2023: Yevonde: Life and Colour, National Portrait Gallery, London[15]